# Prenia
Prenia ist eine Pflanzengattung aus der Familie der Mittagsblumengewächse (Aizoaceae).

## Beschreibung
Die Arten der Gattung Prenia sind liegende oder aufrechte kleine Sträucher mit faserigen Wurzeln. Die Internodien sind schwach verholzt. Die Rinde enthält zusätzliche Gefäßbündel. Sie ist bei Trockenheit weißlich. Ihre Laubblätter sind flach, flach dreikantig, stumpf dreieckig oder fast zylindrisch, kreisförmig, eiförmig bis schmal eiförmig oder linealischen. Sie sind kreuzgegenständig angeordnet und an ihrer Basis kurz miteinander verwachsen oder werden am Blütenstand wechselständig. Ihre zentralen wasserspeichernde Zellen sind nur undeutlich unterscheidbar. Die Blasenzellen der Internodien und Laubblätter sind mesomorph und stark abgeflacht.
Die Blüten bilden Zymen. Sie weisen einen Durchmesser von 20 bis 40 Millimeter auf. Es sind vier bis fünf Kelchblätter vorhanden. Die weißen, gelben oder rosafarbenen Kronblätter sind mit den Kelchblättern zu einer kurzen Röhre verwachsen. Fadenförmige Staminodien sind vorhanden. Die Nektarien sind muschelförmig.
Die vier- bis fünffächrigen, kräftigen Kapselfrüchte besitzen Klappenflügel. Die Kapselfrüchte enthalten schwarze, D-förmige oder nierenförmige Samen mit einer rauen Samenschale. Sie sind bis zu 1,3 Millimeter lang.

## Systematik und Verbreitung
Die Gattung Prenia ist im Süden Namibias sowie den südafrikanischen Provinzen Ostkap, Nordkap und Westkap in der Karoo in Winter- und Sommerregengebieten verbreitet.
Die Erstbeschreibung erfolgte 1925 durch Nicholas Edward Brown. Die Gattung Prenia gehört zur Unterfamilie Mesembryanthemoideae innerhalb der Familie der Mittagsblumengewächse. Die Typusart ist Prenia pallens. Eine Revision der Gattung erfolgte 1996 durch Maike Gerbaulet. Nach Heidrun Hartmann umfasst die Gattung Prenia folgende Arten und Unterarten:
- Prenia englishiae (L.Bolus) Gerbaulet
- Prenia pallens (Aiton) N.E.Br.
  - Prenia pallens subsp. pallens
  - Prenia pallens subsp. lancea (Thunb.) Gerbaulet
  - Prenia pallens subsp. lutea (L.Bolus) Gerbaulet
  - Prenia pallens subsp. namaquensis Gerbaulet
- Prenia radicans (L.Bolus) Gerbaulet
- Prenia sladeniana (L.Bolus) L.Bolus
- Prenia tetragona (Thunb.) Gerbaulet
- Prenia vanrensburgii L.Bolus

## Nachweise